# Mamerco Emilio Mamercino
Mamerco Emilio Mamercino (in latino Mamercus Aemilius Mamercinus; inizio V secolo a.C. – dopo il 426 a.C.) è stato un militare e politico romano.

## Biografia

### Tribuno consolare
Fu eletto tribuno consolare nel 438 a.C. con Lucio Quinzio Cincinnato, il figlio di Cincinnato, dittatore l'anno precedente, e con Lucio Giulio Iullo. Durante il suo tribunato la colonia di Fidene si ribellò ai Romani, cacciò la guarnigione presente a si alleò con il re di Veio, Tolumnio, uccidendo poi gli ambasciatori inviati da Roma.

### Prima dittatura
Fu eletto dittatore nel 437 a.C., dopo il primo scontro campale, guidato dal console per l'anno Lucio Sergio Fidenate, contro i Veienti, guidati da Tolumnio, che sebbene favorevole ai Romani, fu particolarmente duro e richiese l'istituzione della dittatura, per coordinare efficacemente la campagna contro gli Etruschi, alleati ai Falisci ed a Fidene.
Mamerco nominò magister equitum Lucio Quinzio Cincinnato, suo collega nel tribunato dell'anno precedente, e come suoi legati volle Tito Quinzio Capitolino Barbato, già sei volte console, e Marco Fabio Vibulano.
Lo scontro avvenne davanti alle mura di Fidene, dove il dittatore comandava il fronte destro dello schieramento opposto a quello dei Falisci, Lucio Quinzio al centro, appoggiato anche dalla cavalleria, se la vide contro i Fidenati, mentre Tito Quinzio sulla sinistra si opponeva agli Etruschi, e Marco Fabio teneva il campo romano.
I Romani riuscirono a provocare battaglia, nonostante i Veienti apparissero più attendisti, e lo scontro fu subito cruento ed equilibrato, soprattutto grazie alla maestria del re etrusco Tolumnio che, muovendosi a cavallo, era sempre presente nelle contese dove le forze anti-romane sembrava dovessero soccombere, riuscendo a riequilibrarne le sorti.
Di quanto stava accadendo se ne avvide un cavaliere, Aulo Cornelio Cosso:
(Tito Livio, Ab Urbe condita libri, Libro IV, 19.)
Aulo decise quindi di attaccare frontalmente il re etrusco, e disarcionatolo lo uccise, gettando nello sconforto le linee nemiche, che si diedero alla fuga, diventando facile bersaglio per i legionari romani.
Per questo successo il dittatore ottenne il trionfo.

### Seconda dittatura
Nel 434 a.C., quando erano consoli Gaio Giulio Iullo e Lucio Verginio Tricosto, fu nominato dittatore in conseguenza del raduno delle dodici città etrusche, richiesto da Veio, che cercava così di ottenere aiuto dalle altre città etrusche, nella sua pluriennale lotta contra Roma. Ma l'investitura di Mamerco a dittatore si rivelò inutile, in quanto le altre città rifiutarono di sostenere Veio; infatti per quell'anno gli annali non registrano scontri con le popolazioni vicine.
Si deve a Mamerco la legge che ridusse la durata della magistratura del censore da 5 anni ad un anno e mezzo.

### Terza dittatura
Nel 426 a.C. furono nominati Tribuni consolari Tito Quinzio Peno Cincinnato, Gaio Furio Pacilo Fuso, Marco Postumio Albino Regillense e Aulo Cornelio Cosso, con il compito di condurre la guerra contro Veio, colpevole di aver razziato le campagne romane.
Effettuata la leva, mentre i primi tre conducevano l'esercito in territorio etrusco, contro una coalizione composta da Veienti e Fidentati, ad Aulo Cornelio Cosso fu affidata la guardia della città. Lo scontro, avvenuto in territorio veiente, ebbe esito negativo per i Romani, soprattutto per l'incapacità dei tre tribuni di coordinare le proprie azioni.
A Roma la notizia della sconfitta fu accolta con terrore, tanto che il senato decise di nominare un dittatore, ricorrendo per la terza volta a Mamerco Emilio Mamercino.
Mamerco nominò Cosso suo Magister equitum, e si avvalse di Tito Quinzio come proprio legato militare. Lo schieramento nemico decise di schierarsi davanti alle mura di Fidene, dove fu raggiunta dall'esercito romano, prontamente costituito dal dittatore.
Lo scontro fu durissimo, ma anche questa volta i Romani ebbero la meglio, e dopo aver messo in fuga i Veienti, riuscirono ad entrare a Fidene, che fu razziata; per questa vittoria Mamerco ottenne il trionfo.
(Tito Livio, Ab Urbe condita, Libro IV, 34)